# جاك كينيدي (لاعب كرة قدم)
جاك كينيدي (بالإنجليزية: Jack Kennedy)‏ هو لاعب كرة قدم بريطاني (وحمل سابقاً جنسية المملكة المتحدة لبريطانيا العظمى وأيرلندا) في مركز مهاجم داخلي، ولد في 1873 في إدنبرة في المملكة المتحدة. شارك مع منتخب اسكتلندا لكرة القدم. أما مع النوادي، فقد لعب مع ستوك سيتي ونادي هيبرنيان وGlossop North End A.F.C. ‏ ورابطة كرة القدم الاسكتلندية الحادية عشر ‏.